# Ian Lougher
Ian Lougher (* 10. Juli 1963 in Cardiff) ist ein englischer Motorradrennfahrer. Er fuhr überwiegend Straßenrennen.

## Karriere
Lougher wuchs als jüngstes Kind von vier Geschwistern auf. Sein Vater und der ältere Bruder fuhren Motorrad, was den Jungen begeisterte. Mitte der 1980er begann er mit dem Rennsport und war in den kleineren Hubraumklassen wie etwa der 125er am erfolgreichsten. Bei der TT trat er von 1990 bis 2009 an und fuhr dabei 29 Podiumsplätze ein. Bei diesem Rennen stellte er immer wieder verschiedene Rundenrekorde auf, wie den 1999 bei den 125ern mit einer Durchschnittsgeschwindigkeit von 172,89 km/h.
Auf der ewigen Bestenliste (Stand 2015) rangiert er mit 10 Siegen bei der TT auf Platz 6 und mit 18 Siegen beim Ulster GP auf Platz 2. Lediglich Joey Dunlop konnte in Ulster mehr Siege einfahren. Bei den Southern 100 konnte bisher kein Fahrer mehr Siege als Lougher einfahren: er stand dort 32-mal auf Platz eins.
Nach seinem Rückzug aus dem Profisport nimmt er als Fahrer bei Oldtimerrennen teil. Bei diesen – oft als Classics bezeichneten Veranstaltungen – fährt er nach wie vor Erfolge ein.
Als Teamchef von I.L.R. Kawasaki bleibt er der Hubraumklasse treu in der er sich am besten auskennt. Mit den Piloten Dan Hegerty, Vasco van der Valk und Joe Thomas tritt er in der British Motostar Championship an. Dies ist eine Nachwuchsrennserie mit 125 cm³ im Umfeld der Britischen Superbikemeisterschaft.

## Siegestatistik
| Jahr | Klasse                     | Maschine | Rennen         |
| ---- | -------------------------- | -------- | -------------- |
| 1990 | Junior                     | Yamaha   | Isle of Man TT |
| 1991 | 250er/350er Rennen 2       | -        | North West 200 |
| 1997 | 250er                      | Yamaha   | Ulster GP      |
| 1997 | Ultra-Lightweight          | Honda    | Isle of Man TT |
| 1999 | Ultra-Lightweight          | Honda    | Isle of Man TT |
| 1999 | 125er                      | Honda    | North West 200 |
| 2000 | 600er                      | Honda    | Ulster GP      |
| 2000 | 125er                      | Honda    | North West 200 |
| 2001 | Production Racer           | Suzuki   | Ulster GP      |
| 2001 | Open                       | Suzuki   | Ulster GP      |
| 2002 | Ultra-Lightweight          | Honda    | Isle of Man TT |
| 2002 | Production 600er           | Honda    | Isle of Man TT |
| 2002 | 600er                      | Suzuki   | Ulster GP      |
| 2002 | UGP Rennen 1               | Suzuki   | Ulster GP      |
| 2002 | UGP Rennen 2               | Suzuki   | Ulster GP      |
| 2002 | 125er                      | Honda    | North West 200 |
| 2002 | 600er Rennen 2             | Honda    | North West 200 |
| 2003 | 600er                      | Suzuki   | Ulster GP      |
| 2003 | UGP Rennen 2               | Suzuki   | Ulster GP      |
| 2003 | 125er                      | Honda    | North West 200 |
| 2004 | 125er                      | Honda    | North West 200 |
| 2005 | Junior Rennen 1            | Honda    | Isle of Man TT |
| 2005 | UGP Rennen 1               | Honda    | Ulster GP      |
| 2005 | UGP Rennen 2               | Honda    | Ulster GP      |
| 2005 | Superstock                 | Honda    | Ulster GP      |
| 2005 | Superstock                 | Honda    | North West 200 |
| 2008 | Ultra-Lightweight          | Honda    | Isle of Man TT |
| 2009 | Ultra-Lightweight Rennen 1 | Honda    | Isle of Man TT |
| 2009 | Lightweight Rennen 1       | Honda    | Isle of Man TT |
| 2009 | Lightweight Rennen 2       | Honda    | Isle of Man TT |
| 2010 | 250er                      | Honda    | Ulster GP      |
| 2011 | 250er                      | Honda    | Ulster GP      |
| 2013 | Ultra-Lightweight          | Honda    | Ulster GP      |